# Nordisk Grønne Venstre Alliance
Nordisk Grønne Venstre Alliance (Nordic Green Left Alliance) er en sammenslutning af i alt 8 venstrepartier i Norden. Alliancen danner sammen med Det Europæiske Venstreparti i EU-Parlamentet parlamentsgruppen Forenede Europæiske Venstrefløj/Nordisk Grønne Venstre.
I Danmark er Enhedslisten og Socialistisk Folkeparti medlem af Nordisk Grønne Venstre Alliance. SF er samtidigt medlem af De Europæiske Grønne. Ligeledes sidder SF i Den Grønne Gruppe i EU-parlamentet. 
Alliancen blev dannet i 2004 i Reykjavík. Tjóðveldi og Inuit Ataqatigiit blev optaget i 2009.

## Medlemmer
- Finland: Vasemmistoliitto/Vänsterförbundet
- Sverige: Vänsterpartiet
- Danmark: Socialistisk Folkeparti
- Danmark: Enhedslisten
- Norge: Sosialistisk Venstreparti
- Island: Vinstrihreyfingin - Grænt framboð (Venstrebevægelsen – de grønne)
- Færøerne: Tjóðveldi (Republik)
- Grønland: Inuit Ataqatigiit